# Novoměstská filharmonie

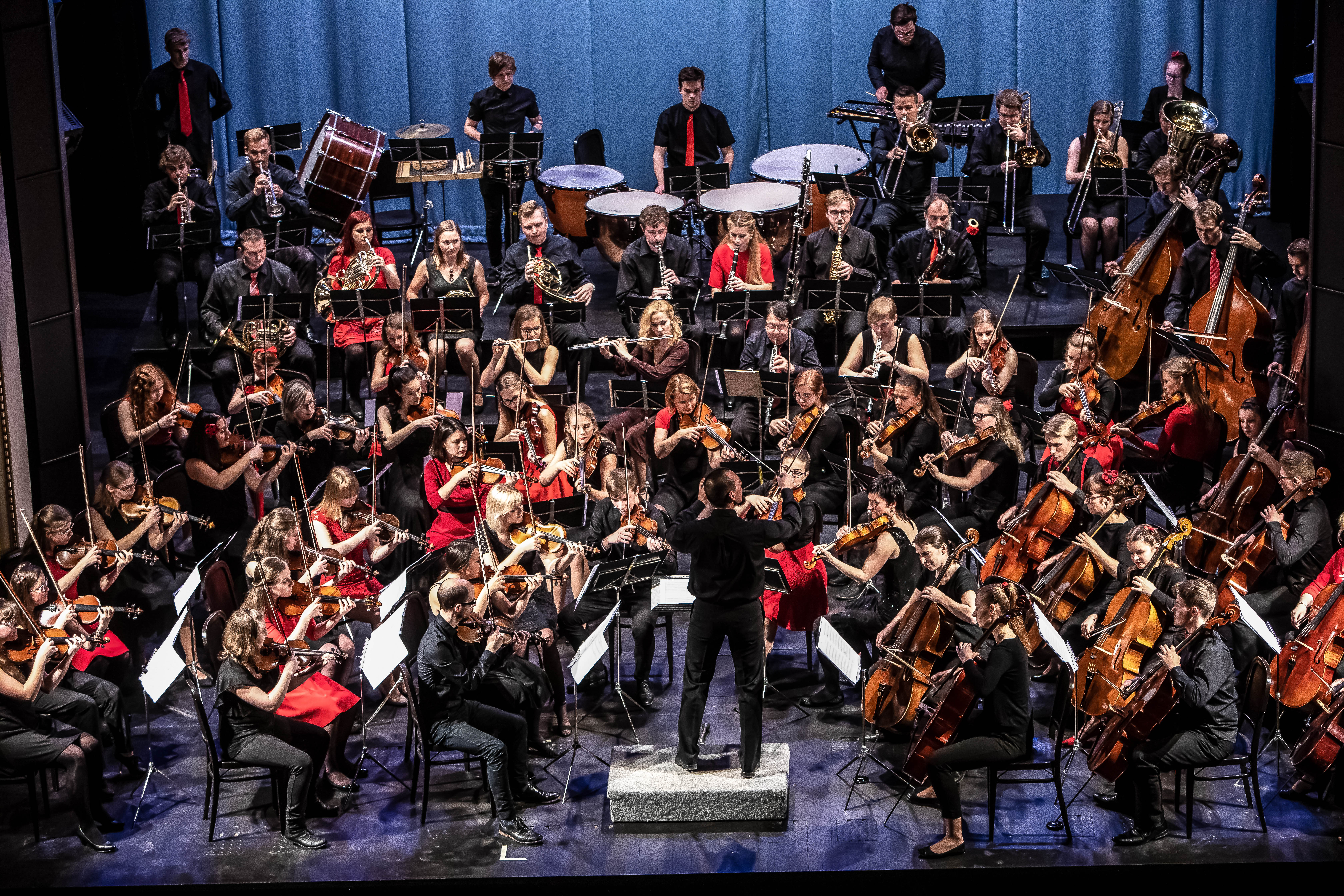
Novoměstská filharmonie 2019

Novoměstská filharmonie (do roku 2011 Novoměstský orchestr) je amatérský orchestr působící v Novém Městě nad Metují. Jedná se o orchestr s obsazením středního symfonického tělesa složený z žáků a bývalých žáků ZUŠ a ostatních amatérských hudebníků dalších regionálních těles. Do repertoáru Novoměstské filharmonie patří skladby klasických i soudobých autorů, stejně jako tvůrců filmových melodií. Dirigentem orchestru je Jaroslav Rybáček.
Těleso hraje v obsazení 1. a 2. housle, viola, violoncello, kontrabas, 3 klarinety, basklarinet 2 hoboje, 2 flétny, pikola, fagot, 4 lesní rohy, 2 trubky, 3 pozouny, tuba, tympány a bicí nástroje.

## Historie
Tradice orchestru při ZUŠ Bedřicha Smetany v Novém Městě nad Metují, ať už byl jakékoli podoby, sahají až do roku 1960. V této době založil dirigent Dušan Vrchoslav v ZUŠ B. Smetany Nové Město nad Metují Komorní orchestr. Ten se pod jeho vedením zapsal do povědomí lidí už v roce 1973, kdy získal 1. cenu v krajském kole a 3. cenu v ústředním kole Celostátní soutěže LŠU v Brně. Kvalitu tehdejšího orchestru můžeme posoudit také podle mnoha koncertů, a to nejen v České republice, ale i v Polsku, Německu a Rakousku. Tento nadějně se vyvíjející orchestr převzal roku 1998 dirigent Jaroslav Rybáček, pod jehož vedením nadále vzkvétal. Již o dva roky později se s ním vydal na Celostátní soutěž ZUŠ do Olomouce a vyhrál 1. cenu v krajském a 2. v ústředním kole.
Během roku 2001 se orchestr z Komorního přejmenoval na Novoměstský, v důsledku jeho rozšíření na symfonické těleso a nárůstu počtu hráčů. V tomto obsazení svěřenci Jaroslava Rybáčka pokračovali v koncertování a v získávání mnoha ocenění: 3. cena v celostátní soutěži Concerto Bohemia 2001 pořádaná Českým rozhlasem a Českou televizí, 1. cena „cum laude“ v roce 2005 na prestižním mezinárodním hudebním festivalu „Europees Muziekfestival voor de Jeugd“ v Belgii. Mimo to se Novoměstský orchestr zúčastnil se i mezinárodního orchestrálního festivalu „Orchestre Giovanili Europee“ v Itálii.O rok později se orchestru podařilo nahrát své první CD „Tance“ s hudbou P. I. Čajkovského, A. Dvořáka, J. Brahmse a dalších světových skladatelů. V roce 2007 orchestr zamířil do sousedního Rakouska, kde si vysloužil 1. cenu v kategorii symfonických těles a Cenu města Vídně pro absolutního vítěze soutěže na mezinárodním hudebním festivalu “Youth & Music in Vienna“! Téhož roku také poprvé účinkoval na setkání studentů se Sirem Nicolasem Wintonem v Kongresovém centru v Praze, čímž započal navazující spolupráci na všech akcích v ČR spojených s tímto obdivuhodným mužem. Poté, co si Novoměštští v roce 2008 „odskočili“ na mezinárodní mládežnický festival „Festival Internacional de Orquestas Jóvenes“ do španělské Murcie, zažili natáčení ústřední hudby k filmu „Nickyho rodina“ v Českém rozhlase. Orchestr navštívil i takové země, jako je například Lotyšsko. V létě roku 2009 tam uspořádal celé koncertní turné a vystoupil na zahajovacím koncertě Mezinárodního varhanního hudebního festivalu v Rize.
Když měl v roce 2011 v Praze světovou premiéru již zmiňovaný film „Nickyho rodina“, Novoměstský orchestr zde, v Kongresovém centru, nemohl chybět. Téhož léta, po třech letech od první návštěvy Španělska v roce 2009, byl opět pozván na mládežnický festival „Festival Internacional de Orquestas Jóvenes“. Po této zkušenosti, po všech společně prožitých letech a po dlouhé debatě na toto téma, si orchestr na konci nabitého roku 2011 zvolil nový název - Novoměstská filharmonie (Nofi). Pod novým názvem se Nofi na mezinárodní scéně objevila v roce 2012 v Bratislavě, kde vyhrála 1. cenu v kategorii symfonických těles na „Mezinárodním mládežnickém hudebním festivalu“. V následujícím roce 2013 potěšila srdce Chorvatů na koncertním turné. Nejdůležitějším počinem, jaký filharmonie podnikla v roce 2014, je natočení druhého CD „Filmové melodie“, v němž se objevuje hudba E. Morriconeho, K. Badelta, J. Williamse... V roce 2015 získal v Olomouci symfonický orchestr „ Nofi Junior “ (přípravný orchestr Novoměstské filharmonie) 1.cenu v ústředním kole „Celostátní soutěže ZUŠ ČR“ ve hře orchestrů a získal navíc ještě mimořádnou cenu České filharmonie. V témže roce se zúčastnila Nofi „Festivalu neprofesionálních komorních a symfonických těles“ v Hradci Králové. Hlavní úspěch však Nofi slavila o rok později v Itálii na soutěžním festivalu „Musica Festa Florence 2016“. Zde vystupovala na několika koncertech a zúčastnila se mezinárodní soutěže, kde získala nejen 1. místo a zlatou medaili v kategorii symfonických orchestrů, ale i titul Absolutního vítěze festivalu. Cenu poroty za Mimořádný hudební výkon zde získal trumpetista orchestru Jan Halda. V následujícím roce se Nofi zúčastnila mezinárodního hudebního festivalu MRF Budapest 2017 v Maďarsku a v roce 2018 podnikla koncertní turné po francouzské Provence.
Nezapomenutelným životním hudebním zážitkem pro posluchače i hráče Nofi byla spolupráce a koncerty v roce 2019 s vynikajícím klavírním virtuózem Lukášem Vondráčkem, s kterým si Nofi s chutí zahrála Čajkovského Klavírní koncert č.1 b-moll. Dalším hudebním dárkem v tomto roce byl koncert, na kterém orchestr doprovázel veliký spojený pěvecký sbor (320 zpěváků) na festivalu Setkání pěveckých sborů v Heřmanově Městci.

## Současnost
V současné době funguje orchestr jako organizační jednotka Městského klubu v Novém Městě nad Metují.